# Saint-Barnabé-Sud
Saint-Barnabé-Sud es un municipio de la provincia de Quebec, Canadá. Está ubicado en el condado regional de Les Maskoutains y a su vez, en la región administrativa de Montérégie. Hace parte de las circunscripciones electorales de Saint-Hyacinthe a nivel provincial y de Saint-Hyacinthe−Bagot a nivel federal.

## Geografía
Saint-Barnabé-Sud se encuentra ubicada en las coordenadas 45°44′00″N 72°55′00″O / 45.73333, -72.91667. Según Statistics Canada, tiene una superficie total de 57,4 km² y es una de las 1134 localidades en las que está dividido administrativamente el territorio de la provincia de Quebec.

## Demografía
Según el censo de 2011, había 859 personas residiendo en este municipio con una densidad poblacional de 15 hab./km². Los datos del censo mostraron que de las 864 personas censadas en 2006, en 2011 hubo una disminución poblacional de 5 habitantes (-0,6%). El número total de inmuebles particulares resultó de 346 con una densidad de 6,03 inmuebles por km². El número total de viviendas particulares que se encontraban ocupadas por residentes habituales fue de 329.